# 楽浪文化
楽浪文化（らくろうぶんか）は、前漢の武帝が紀元前108年に朝鮮半島に設置した植民地である楽浪郡を通じて、中国王朝が朝鮮や朝鮮民族にもたらした中国文明のことである。
金秉駿（翰林大学）は、「文字を使った行政をはじめ、中国文化はまず楽浪郡で受容され韓半島に広がり、日本列島へと渡った。楽浪は東アジアの古代を考えるために決定的に重要だ」と指摘している。

## 楽浪文化の意義
中国王朝は、紀元前128年から313年までの約400年間、朝鮮に設置した楽浪郡により朝鮮半島を支配・統制した。高句麗の攻撃により、中国王朝の支配・統制が遼東に撤退した313年までの約400年間、平壌に存在した楽浪郡を通じて中国王朝は政治・文化を朝鮮にもたらし、朝鮮も中国王朝の政治・文化を主体的に求めることで、中国文明が朝鮮にもたらされた。また、楽浪郡を支配していた漢人たちは、楽浪郡の崩壊後、高句麗や百済に吸収され、高句麗や百済の発展に大きく寄与した。
衛氏朝鮮は紀元前108年、前漢の武帝によって滅ぼされ、朝鮮半島の大部分は中国王朝の支配下に入る。武帝は、征服した地に楽浪郡などの漢四郡を設置し、朝鮮を中国に組み込むことで、中国王朝の朝鮮支配のはじまりとなる。楽浪郡は、平壌に置かれていたとみる説が確実視されているが、韓国の学者の一部は遼東に設置されたもので、朝鮮半島に設置されたものではないと主張し、中国の朝鮮支配を否定しようと画策しているが、前漢王朝は楽浪郡を置き、朝鮮を中国に組み込むが、実質的支配といえるかは疑問が多い。

## 楽浪文化と日本
楽浪文化は、渡来人を通じて日本にももたらされた。中古時代の朝鮮半島には中国系の人々が多くいた。314年頃に高句麗が西晋の朝鮮半島における出先機関である楽浪郡・帯方郡を滅ぼすが、楽浪郡・帯方郡の中国系の役人や知識人がすべて西晋に帰国できたわけではない。多くは高句麗に吸収、高句麗の支配機構の整備に利用された。高句麗が府官制をもっとも早くに導入できたのには、そうした背景がある。帯方郡からそのまま南に避難すると百済に行き着き、百済もそうした中国系の人々を国家形成に活用した。中国系の人々は朝鮮の権力に取り込まれながら世代を重ね、朝鮮の権力者にとって中国系知識人のもつ知識は魅力的であり、また中国系の人々にとっては知識は生き残るために必須の手段であり、世代を超えて継承された。そうした知識を身につけた中国系の人々が、4世紀から5世紀初頭にかけて倭国に渡来した。倭国もまた中国の知識を重視し、高句麗や百済が中国系知識人を活用するなか、自国が後れを取ることに危機感をもったであろうし、中国系知識人は倭国王の直属の側近として権力者と政治的に結びつくことで、自らの立場を確保しようとした。倭国王にとっても、中国系知識人との直接的関係は日本列島の豪族たちに対するアドバンテージになり得るものとして歓迎され、倭国王と中国系渡来人は日本列島で共依存的な関係となる。関晃は、「百済、新羅、任那（加羅）などの朝鮮各地から来た人々であるが、その中には前漢以来朝鮮の楽浪郡や帯方郡に来ていた中国人の子孫で各地に分散していたものもかなり含まれており、そのもたらした文化も主として漢・魏を源流とする大陸文化だったとみられる」と述べている。八幡和郎は、「文明を伝えた帰化人は百済から来てもほとんど漢族…楽浪郡などの残党の漢人たちが日本に文化と技術を持って来た…大陸から直接に渡ってきた人もいたでしょうが、多くが百済経由でした。…この時代には、漢文の読み書きがよくできるのは、日本でも半島でもだいたい漢族に限られていましたし、高度の技術を持つ人たちも同じでした」と述べている。